# الدوري الأوروغواياني لكرة القدم 1900
الدوري الأوروغواياني لكرة القدم 1900 (بالإسبانية: Campeonato Uruguayo de Primera División 1900)‏ هو الموسم 1 من  الدوري الأوروغواياني لكرة القدم. أشرف على تنظيمه اتحاد أوروغواي لكرة القدم، وكان عدد الأندية المشاركة فيه  4، وفاز فيه نادي كريكت سكة حديد أوروجواي الوسطى.